# بات أروسميث
بات أروسميث (بالإنجليزية: Pat Arrowsmith)‏ هي كاتِبة بريطانية، ولدت في 2 مارس 1930.